# Expedition Linné
Expedition Linné är en svensk dokumentärfilm från 2007 i regi av Mattias Klum och Folke Rydén. Filmen skildrar en grupp ungdomar som reser runt i världen och ställer frågor till vetenskapsmän.